# Usa River (Tansania)
Usa River (Usariver) ist eine Kleinstadt und ein Verwaltungsbezirk (Ward) des Distrikts Meru in der tansanischen Region Arusha.

## Geografie
Usa River liegt im Norden von Tansania, rund 20 Kilometer östlich von Arusha und ist das Verwaltungszentrum des Distriktes Meru. Aus einer Ansammlung von Siedlungen und landwirtschaftlichen Anwesen zusammengewachsen, ist es eine kleine Stadt an der Nationalstraße T2 zwischen Moshi und Arusha, auf halber Strecke zwischen dem Flughafen Kilimanjaro und dem Stadtzentrum von Arusha. Bei der Volkszählung 2022 hatte die Stadt 29.938 Einwohner.

## Namensgebung
Namensgebend war ursprünglich ein größeres Brückenbauwerk über den Fluss Usa. Dort wurde in den 1950er Jahren eine Namenstafel aufgestellt und zur Verdeutlichung mit dem Zusatz "River" versehen. Der Name bezeichnete zunächst nur einen Haltepunkt für Busse und Sammeltaxis, wurde dann aber von der Bevölkerung als Sammelbegriff für die umliegenden Siedlungen am Südhang des Mount Meru angenommen.

## Gliederung
Der Bezirk besteht aus neun Stadtteilen (Kitongoji):
- Ngaresero
- Mji Mwema
- Usa Madukani
- Kwa Kisambare
- Magadirisho
- Mlima Siyoni
- Magadini
- Manyata Kati
- Nganana

## Wirtschaft und Infrastruktur
Bedeutung besitzt der Ort vor allem durch seine fruchtbaren Böden und intensive Landwirtschaft. Daneben bieten mehrere Hotels der Mittel- und Oberklasse zahlreiche Unterkünfte, vor allem für Touristen mit Reiseziel Arusha-Nationalpark und Bergsteiger auf dem Weg zum Mount Meru.
- Bildung: Die Mariado Secondary School  und die The Voice Secondary School bilden Jugendliche bis zur 4. Stufe aus.[4][5]
- Gesundheit: In der Stadt befindet sich ein Gesundheitszentrum, das ambulante und stationäre Patienten behandelt.[6]